# Villa La Palagina
Villa La Palagina o 'Villa François' si trova in via Palagina a Ponte a Cappiano, in provincia di Firenze.

## Storia
I proprietari originari furono Fabbrino e Niccolò di Ser Stefano Fabbrini, provenienti da Pilarcino in Mugello. Il primo nucleo della villa può essere datato intorno alla metà del XVI secolo. La villa rimase di proprietà dei Fabbrini fino all'inizio del XVII secolo, quando passò ai Gherardi.
La struttura ha acquisito l'aspetto attuale nel corso del XVIII secolo, periodo nel quale fu costruita la cappella gentilizia. La villa è circondata da un grande parco, una parte del quale strutturato come giardino all'italiana con piante secolari. Ha annesso un oratorio dedicato a San Carlo Borromeo, costruito nel Seicento, in cui al suo interno si trova un organo settecentesco.
Tra il XVIII secolo e gli inizi del XIX secolo appartenne inizialmente ai Giunti, poi ai Taviani, famiglia nobile del luogo, per poi passare alla famiglia Tatoni e, per eredità, ai Fedi che la cedettero nel 1917. Oggi la villa è stata frazionata in appartamenti. 
In questa villa fu girato uno sceneggiato televisivo tratto da un romanzo di Aldo Palazzeschi, le Sorelle Materassi.